# Proclea graffi
Proclea graffi är en ringmaskart som först beskrevs av Langerhans 1880.  Proclea graffi ingår i släktet Proclea och familjen Terebellidae. Inga underarter finns listade i Catalogue of Life.